# Conioscinella opacifrons
Conioscinella opacifrons är en tvåvingeart som beskrevs av Oswald Duda 1930. Conioscinella opacifrons ingår i släktet Conioscinella och familjen fritflugor.
Artens utbredningsområde är Taiwan. Inga underarter finns listade i Catalogue of Life.